# Elisabeth Maria Post
Elisabeth Maria Post (Utrecht, 22 november 1755 – Epe, 3 juli 1812) was een Nederlands dichteres en schrijfster. Ze wordt beschouwd als een van de vertegenwoordigers van het sentimentalisme.

## Werk
In 1788 verscheen haar debuutroman Het land, in brieven, een (deels autobiografische) briefroman over een vriendschap tussen twee vrouwen die spreken over natuur, godsdienst en vriendschap. Het leven op het platteland wordt in dit boek verheerlijkt. Het land is een fysicotheologisch werk: door de natuur te observeren kan men God ervaren.
Het werk Reinhart of Natuur en Godsdienst verscheen in drie delen in 1791 en 1792. Het werk is een roman over de slavernij in de Nederlandse kolonies in Zuid-Amerika. Het werk bevat veel (natuur)beschouwingen en werd in 1988 opnieuw uitgegeven onder redactie van Leonard de Vries. Tussen 1791 en 1792 werd van Post een portret gemaakt door Reinier Vinkeles voor haar werk Reinhart, op basis van een tekening van Isaac van 't Hoff. Zelf vond ze dat het te veel norse fierheid uitstraalde.

## Privéleven
In 1794 huwde Post met predikant J.L. Overdorp; haar gevoelens voor hem beschreef ze in de bundel Gezangen der liefde.

## Vernoemingen
In de volgende plaatsen zijn straten naar Post vernoemd:
- Amersfoort: Elisabeth Postlaan
- Epe: Elisabeth Poststraat